# Das freie Wort (Zeitschrift)
Das freie Wort. Sozialdemokratisches Diskussionsorgan war eine SPD-Wochenzeitung, die vom Publizisten und SPD-Politiker Ernst Heilmann herausgegeben wurde. Sie erschien von 1929 bis zu ihrem Verbot durch die Nationalsozialisten Ende Februar 1933.
Die Gründung der Zeitung ging auf einen Beschluss des Magdeburger SPD-Parteitages 1929 zurück, bei dem entschieden wurde, eine „Diskussions-Wochenschrift zu billigem Preise an die Parteimitglieder durch die Organisation“ herauszugeben. Ziel war es parteiinterne kritische Diskussionen zu kanalisieren.
Die Zeitung erschien im Freie-Wort-Verlag. Wie auch für das SPD-Zentralorgan Vorwärts war die Vorwärts. Buchdruckerei und Verlagsanstalt Paul Singer und Co für den Druck verantwortlich.
Heilmann veröffentlichte in der Zeitung Artikel unter seinem eigenen Namen und unter dem Pseudonym „Illo“. Als Vertreter des rechten Flügels der SPD warb er in der Zeitung für die sogenannte Tolerierungspolitik zur Zeit des Kabinetts Brüning II, da sie aus seiner Sicht für die Erhaltung der Republik notwendig war. Ab 1930 warnte Heilmann in Das freie Wort eindringlich vor der Gefahr der Nationalsozialisten.
Weitere Autoren waren unter anderem Tony Sender, Otto Buchwitz, Kurt Löwenstein, Max Sievers, Curt Frenzel, Kurt Heinig, Simon Katzenstein, Gerhart Seger, Ernst Böse, Marie Juchacz, Erich Rinner, Felix Stössinger, Fritz Tarnow, Rudolf Breitscheid, Julius Leber, Otto Wels und Otto Eggerstedt.
Die 1933 von Willi Münzenberg initiierte Protestkundgebung Das Freie Wort, an der auch SPD-Politiker teilnahmen, aber nicht Heilmann, stand nicht in direktem Zusammenhang mit der SPD-Wochenzeitung.